# Union Township (comté de Pulaski, Missouri)
Union Township est un ancien township, situé dans le comté de Pulaski, dans le Missouri, aux États-Unis,,.